# Konkathedrale zum Gedächtnis der Sieben Schmerzen Mariens

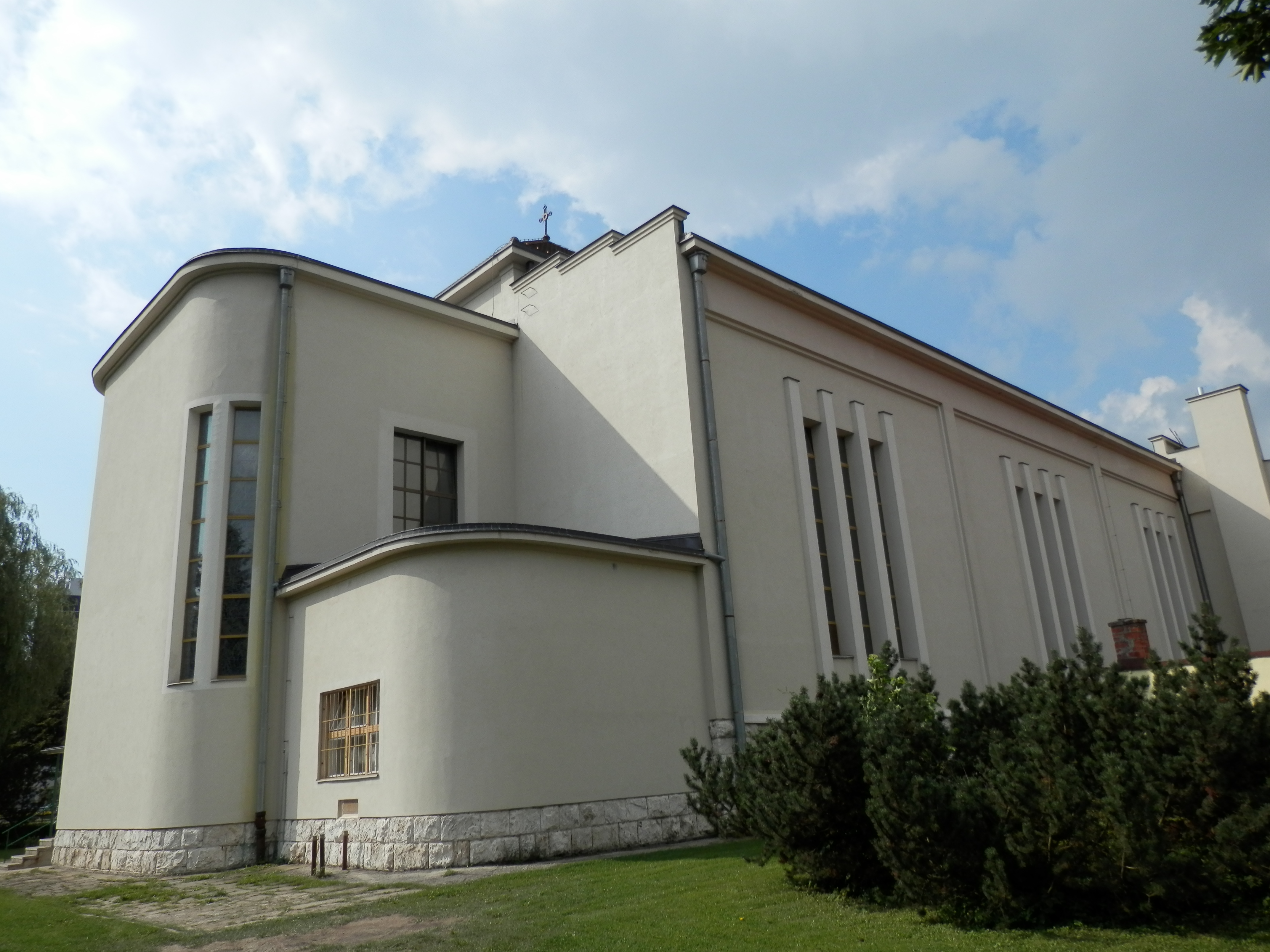
Außenansicht

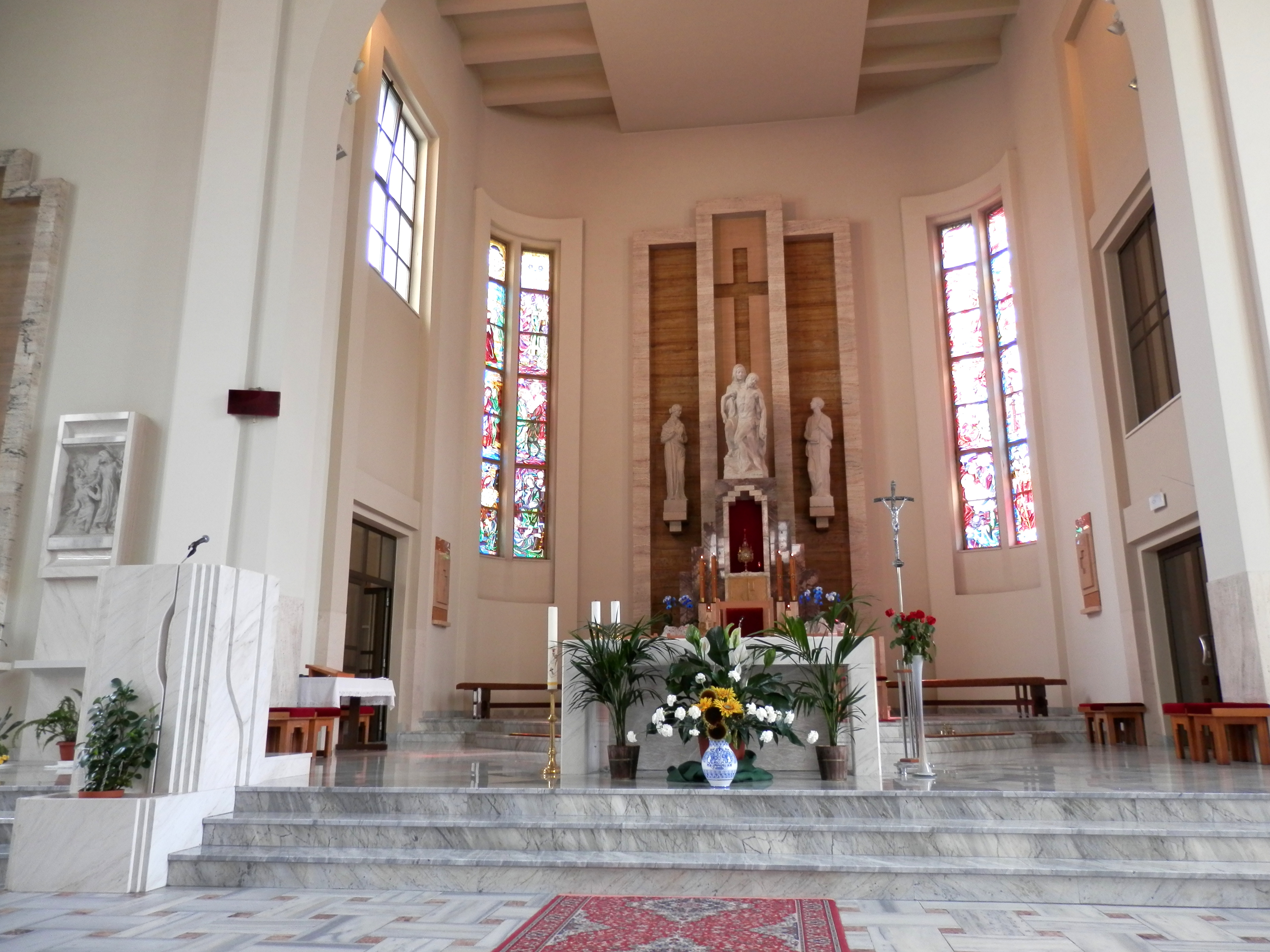
Inneres der Kirche

Die Konkathedrale zum Gedächtnis der Sieben Schmerzen Mariens (slowakisch Konkatedrála Sedembolestnej Panny Márie) ist eine Kirche in Poprad, Slowakei, die zugleich als Konkathedralkirche des Bistums Spiš dient.
Erbaut wurde die funktionalistische Kirche zwischen 1939 und 1942. Zur Zeit der Einweihung am 8. September 1942 fehlte noch die innere Ausstattung sowie der Turm. Die Kirche ist 48 Meter lang und 22 Meter breit. Im Hauptaltar befinden sich Plastiken der Siebenschmerzhaften Jungfrau Maria, des heiligen Johannes des Apostels und der Maria Magdalena. Der Kreuzweg aus Kunststein stammt aus dem Jahr 1957, die aktuelle Orgel wurde 1968 installiert.